# Sophora chrysophylla
Espèce
Classification phylogénétique
Sophora chrysophylla est une espèce de plantes à fleur de la famille des Fabacées. Elle est parfois connue sous le nom vernaculaire hawaïen de māmane. C'est un arbre ou un arbuste endémique de Hawaï.

## Synonyme

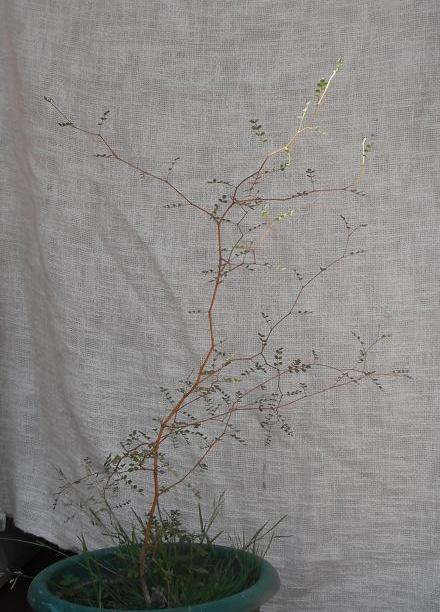
Sophora chrysophylla en pot.

- Edwardsia chrysophylla Salisb.